# Felix Savary
|  | No s'ha de confondre amb Félix Savart. |

Felix Savary (francès: Félix Savary)  (París, 4 d'octubre de 1797 - Estagell, 15 de juliol de 1841) fou un matemàtic i físic francès.

## Vida i Obra
Savary va estudiar a l'École polytechnique (promoció de 1815). Va col·laborar amb André-Marie Ampère en l'estudi del electromagnetisme. Els seus treballs sobre la magnetització d'una agulla metàl·lica van donar peu a l'estudi de les oscil·lacions elèctriques, però els seus treballs més notables van ser sobre el càlcul de les interaccions dels circuits elèctrics. Entre 1823 i 1829 va ser bibliotecari del Bureau des Longitudes i, a partir de 1832, membre de l'Acadèmia Francesa de les Ciències. A partir de 1831 va ser professor d'astronomia i geodèsia, màquines i aritmètica social a l'École polytechnique. A París, era veí d'Honoré de Balzac qui li va dedicar la seva novel·la La peau du chagrin (1831).
El 1841 va caure malalt i, per recomanació de François Arago, va anar a Estagell per guarir-se, però malauradament ja no en va tornar mai.
Savary és recordat, a part dels seus treballs sobre l'electromagnetisme, per haver estat el primer en calcular l'òrbita d'una estrella binària (concretament la ξ-Ossa Major), demostrant així que la llei de la gravitació universal de Newton es complia també fora del sistema solar.
També son notables els seus treballs de mecànica i, específicament, en la mecànica dels engranatges, camp en el que va desenvolupar la avui coneguda com fórmula d'Euler-Savary.
Les seves obres de referència en aquests camps són:
- Mémoire sur l'application du calcul aux phenomènes électro-dynamique (1823)
- Mémoire sur les orbites des étoiles doubles (1827)
- Sur la détermination des orbites que décrivent autour de leur centre de gravité deux étoiles très rapprochées l'une de l'autre (1827)